# Fagossoma
Fagossoma é a vesícula formada quando uma célula fagocita, por meio de pseudópodes materiais de natureza sólida que permanecem envolvidos por uma pequena quantidade de membrana proveniente da membrana plasmática. Esta recebe as enzimas específicas do lisossomo que é englobado a ela.